# Dara (szczyt)
Dara (węg. Dara-csúcs) – szczyt w Górach Fogaraskich, w Karpatach Południowych. Leży w centralnej Rumunii.